# 展毛弯喙乌头
展毛弯喙乌头（学名：Aconitum campylorrhynchum var. patentipilum）为毛茛科乌头属下的一个变种。

## 扩展阅读
- 維基物種上的相關：展毛弯喙乌头